# Beilschmiedia tsangii
Beilschmiedia tsangii är en lagerväxtart som beskrevs av Elmer Drew Merrill. Beilschmiedia tsangii ingår i släktet Beilschmiedia och familjen lagerväxter. Inga underarter finns listade i Catalogue of Life.